# Holman Island
Holman Island är en ö i Kanada.   Den ligger i territoriet Northwest Territories, i den norra delen av landet, 3 600 km nordväst om huvudstaden Ottawa. Arean är 3,7 kvadratkilometer.
Terrängen på Holman Island är platt. Öns högsta punkt är 94 meter över havet. Den sträcker sig 4,3 kilometer i nord-sydlig riktning, och 2,3 kilometer i öst-västlig riktning.
Trakten runt Holman Island består i huvudsak av gräsmarker. Trakten runt Holman Island är nära nog obefolkad, med mindre än två invånare per kvadratkilometer.